# Paliwodzizna
Paliwodzizna – wieś w Polsce, położona w województwie kujawsko-pomorskim, w powiecie golubsko-dobrzyńskim, w gminie Golub-Dobrzyń.
| SIMC    | Nazwa      | Rodzaj     |
| ------- | ---------- | ---------- |
| 0843141 | Grudza     | przysiółek |
| 0843158 | Pomorzany  | przysiółek |
| 0843187 | Strachówek | przysiółek |
| 0843170 | Strachowo  | przysiółek |
| 0843193 | Wygoda     | przysiółek |

W latach 1975–1998 wieś administracyjnie należała do województwa toruńskiego.
Według Narodowego Spisu Powszechnego (III 2011 r.) wieś liczyła 445 mieszkańców. Jest dziesiątą co do wielkości miejscowością gminy Golub-Dobrzyń.

## Urodzeni w Paliwodziźnie
- Aleksander Kupczyński – polski ksiądz katolicki, działacz narodowy i społeczny, poseł na Sejm Ustawodawczy[6].